# Oparba
Oparba es un género de arácnido  del orden Solifugae de la familia Solpugidae.

## Especies
Las especies de este género son:
- Oparba asiatica
- Oparba brunnea
- Oparba maroccana
- Oparba togona